# Adrion Pajaziti
Adrion Pajaziti (Londra, 16 novembre 2002) è un calciatore albanese, centrocampista dell'Hajduk Spalato e della nazionale albanese.

## Carriera

### Club
È cresciuto nel settore giovanile del Fulham ed ha firmato il suo primo contratto professionistico il 28 ottobre 2020. Ha debuttato in prima squadra il 24 agosto 2021 giocando da titolare l'incontro di Football League Cup vinto 2-0 contro il Birmingham City.
Il 27 febbraio 2023 è stato ceduto in prestito per sei mesi all'Haugesund, dove ha giocato 11 partite nella prima divisione norvegese. Rientrato a Londra, ha giocato con la formazione Under-21 per tutta la stagione per poi passare sempre in prestito all'HNK Gorica, club della prima divisione croata, il 5 settembre 2024.

### Nazionale
Nato a Londra da padre albanese e madre londinese, ha giocato nelle nazionali giovanili albanesi Under-19, Under-20 ed Under-21 e nella nazionale kosovara Under-21.
Nell'ottobre 2024 è stato convocato per la prima volta dalla nazionale maggiore albanese, con cui ha esordito il 21 marzo 2025 nell'incontro di qualificazione per i Mondiali 2026 perso 2-0 contro l'Inghilterra.

## Statistiche

### Presenze e reti nei club
Statistiche aggiornate al 14 agosto 2025.
| Stagione        | Squadra         | Campionato      | Campionato | Campionato | Coppe nazionali | Coppe nazionali | Coppe nazionali | Coppe continentali | Coppe continentali | Coppe continentali | Altre coppe | Altre coppe | Altre coppe | Totale | Totale |
| Stagione        | Squadra         | Comp            | Pres       | Reti       | Comp            | Pres            | Reti            | Comp               | Pres               | Reti               | Comp        | Pres        | Reti        | Pres   | Reti   |
| --------------- | --------------- | --------------- | ---------- | ---------- | --------------- | --------------- | --------------- | ------------------ | ------------------ | ------------------ | ----------- | ----------- | ----------- | ------ | ------ |
| 2021-2022       | Fulham          | FLC             | 0          | 0          | FACup+CdL       | 0+1             | 0               | -                  | -                  | -                  | -           | -           | -           | 1      | 0      |
| 2022-gen. 2023  | Fulham          | PL              | 0          | 0          | FACup+CdL       | 0               | 0               | -                  | -                  | -                  | -           | -           | -           | 0      | 0      |
| 2023            | Haugesund       | ES              | 11         | 0          | CN              | 2               | 2               | -                  | -                  | -                  | -           | -           | -           | 13     | 2      |
| 2023-2024       | Fulham          | PL              | 0          | 0          | FACup+CdL       | 0               | 0               | -                  | -                  | -                  | -           | -           | -           | 0      | 0      |
| Totale Fulham   | Totale Fulham   | Totale Fulham   | 0          | 0          |                 | 1               | 0               |                    | -                  | -                  |             | -           | -           | 1      | 0      |
| 2024-2025       | HNK Gorica      | 1. HNL          | 23         | 3          | CC              | 1               | 0               | -                  | -                  | -                  | -           | -           | -           | 24     | 3      |
| 2025-2026       | Hajduk Spalato  | 1. HNL          | 2          | 0          | CC              | 0               | 0               | UECL               | 4                  | 0                  | -           | -           | -           | 6      | 0      |
| Totale carriera | Totale carriera | Totale carriera | 36         | 3          |                 | 4               | 2               |                    | 4                  | 0                  |             | -           | -           | 44     | 5      |

### Cronologia presenze e reti in nazionale
| Cronologia completa delle presenze e delle reti in nazionale ― Albania | Cronologia completa delle presenze e delle reti in nazionale ― Albania | Cronologia completa delle presenze e delle reti in nazionale ― Albania | Cronologia completa delle presenze e delle reti in nazionale ― Albania | Cronologia completa delle presenze e delle reti in nazionale ― Albania | Cronologia completa delle presenze e delle reti in nazionale ― Albania | Cronologia completa delle presenze e delle reti in nazionale ― Albania | Cronologia completa delle presenze e delle reti in nazionale ― Albania |
| Data                                                                   | Città                                                                  | In casa                                                                | Risultato                                                              | Ospiti                                                                 | Competizione                                                           | Reti                                                                   | Note                                                                   |
| ---------------------------------------------------------------------- | ---------------------------------------------------------------------- | ---------------------------------------------------------------------- | ---------------------------------------------------------------------- | ---------------------------------------------------------------------- | ---------------------------------------------------------------------- | ---------------------------------------------------------------------- | ---------------------------------------------------------------------- |
| 21-3-2025                                                              | Londra                                                                 | Inghilterra                                                            | 2 – 0                                                                  | Albania                                                                | Qual. Mondiali 2026                                                    | -                                                                      | 78’                                                                    |
| 24-3-2025                                                              | Tirana                                                                 | Albania                                                                | 3 – 0                                                                  | Andorra                                                                | Qual. Mondiali 2026                                                    | -                                                                      | 75’                                                                    |
| Totale                                                                 |                                                                        | Presenze                                                               | 2                                                                      |                                                                        | Reti                                                                   | 0                                                                      |                                                                        |

## Palmarès

### Club

#### Competizioni nazionali
- Campionato inglese di seconda divisione: 1

Fulham: 2021-2022